# WJBL 2019-20
WJBL 2019-20（第21回Wリーグ）は、2019年10月4日から2020年2月23日まで行われたバスケットボール女子日本リーグである。当初は4月6日まで行われる予定だったが、新型コロナウィルス感染症拡大の影響により、優勝チームを決定しないままシーズン打ち切りとなった。

## 参加チーム
- JX-ENEOSサンフラワーズ
- 富士通レッドウェーブ
- シャンソン化粧品シャンソンVマジック
- デンソーアイリス
- トヨタ自動車アンテロープス
- トヨタ紡織サンシャインラビッツ
- 三菱電機コアラーズ
- アイシン・エィ・ダブリュ ウィングス
- 東京羽田ヴィッキーズ
- 日立ハイテク クーガーズ
- 新潟アルビレックスBBラビッツ
- 山梨クィーンビーズ

## 競技方法

### レギュラーシーズン
- 2018年10月4日から2020年3月15日にかけて12チームによる2回戦総当たりのリーグ戦（1チームあたり22試合）を行い上位8チームがプレーオフに進出する。途中11月にオリンピック予選が、2020年1月開催の全日本バスケットボール選手権大会（オールジャパン）、2月にオリンピック世界最終予選による中断期間を挟んで2月22日に再開されたが、新型コロナ感染拡大に伴い2月23日をもって打ち切りとなった[1]。
- 順位決定方法
  - 1 - 勝率
  - 2 - 2チーム以上が同勝率のときは以下の順による
    - (1) 当該チーム間の対戦勝率
    - (2) 当該チーム間の対戦ゴールアベレージ
    - (3) リーグ戦全戦のゴールアベレージ

### プレーオフ
打ち切り前
- プレーオフは3月21日にレギュラーシーズン5-8位による1戦先勝方式のセミクォーターファイナル、3月22日にレギュラーシーズン3,4位とセミクォーターファイナル勝者による1戦先勝方式のクォーターファイナルを開催。3月28日から3月30日にレギュラーシーズン上位2チームにクォーターファイナル勝者による2勝先勝方式のセミファイナルを開催。4月4日から4月6日にセミファイナル勝者によるファイナルが2戦先勝で開催。

- 9位以下はレギュラーシーズンの順位が最終順位となる。

## 結果

### レギュラーリーグ順位
| 順位 | チーム名                            | 勝 | 敗 | 勝率 |
| ---- | ----------------------------------- | -- | -- | ---- |
| 1    | JX-ENEOSサンフラワーズ              | 15 | 1  | .938 |
| 2    | トヨタ自動車アンテロープス          | 13 | 3  | .813 |
| 3    | 富士通レッドウェーブ                | 13 | 3  | .813 |
| 4    | トヨタ紡織サンシャインラビッツ      | 12 | 4  | .750 |
| 5    | デンソーアイリス                    | 12 | 4  | .750 |
| 6    | シャンソン化粧品シャンソンVマジック | 9  | 7  | .563 |
| 7    | 三菱電機コアラーズ                  | 7  | 9  | .438 |
| 8    | 東京羽田ヴィッキーズ                | 5  | 11 | .313 |
| 9    | 日立ハイテク クーガーズ             | 3  | 13 | .188 |
| 10   | 山梨クイーンビーズ                  | 3  | 13 | .188 |
| 11   | アイシン・エィ・ダブリュ ウィングス | 3  | 13 | .188 |
| 12   | 新潟アルビレックスBBラビッツ        | 1  | 15 | .063 |

## アウォード
| 部門                       | 受賞者           | チーム       |
| -------------------------- | ---------------- | ------------ |
| プレーオフMVP              | 該当なし         |              |
| レギュラーシーズンMVP      | 渡嘉敷来夢       | JX-ENEOS     |
| ルーキー・オブ・ザ イヤー  | 東藤なな子       | トヨタ紡織   |
| コーチ・オブ・ザ・イヤー   | 中川文一         | トヨタ紡織   |
| ベストディフェンダー       | 渡邉亜弥         | 三菱電機     |
| ベスト6thマン              | 馬瓜ステファニー | トヨタ自動車 |
| レフリー・オブ・ザ・イヤー | 渡邊整           |              |

ベスト5
| ポジション         | 受賞者     | チーム   |
| ------------------ | ---------- | -------- |
| ガード             | 町田瑠唯   | 富士通   |
| ガードフォワード   | 渡邉亜弥   | 三菱電機 |
| フォワード         | 宮澤夕貴   | JX-ENEOS |
| センターフォワード | 渡嘉敷来夢 | JX-ENEOS |
| センター           | 髙田真希   | デンソー |

リーダーズ
| 部門                   | 受賞者     | チーム     | 記録    |
| ---------------------- | ---------- | ---------- | ------- |
| 得点                   | 渡嘉敷来夢 | JX-ENEOS   | 21.75点 |
| アシスト               | 町田瑠唯   | 富士通     | 7.81本  |
| リバウンド             | 高田真希   | デンソー   | 11.14本 |
| スティール             | 渡邉亜弥   | 三菱電機   | 2.44本  |
| ブロックショット       | 石川愛     | シャンソン | 1.71本  |
| フィールドゴール成功率 | 渡嘉敷来夢 | JX-ENEOS   | 68.84%  |
| フリースロー成功率     | 赤穂さくら | デンソー   | 89.80%  |
| 3P成功率               | 梅木千夏   | アイシンAW | 51.92%  |